# 克萊門斯·溫克勒
克萊門斯·亞歷山大·溫克勒（德語：Clemens Alexander Winkler，1838年12月26日—1904年10月8日），是一名德國化學家，在弗萊貝格工業大學擔任教授，任教化學技術和分析化學。溫克勒發現了德米特里·門捷列夫預測的化學元素鍺，是其中一項有助建立元素周期表認受性的發現；他又研究硫酸的工業生產方法，為德國工業帶來莫大益處。

## 早年生平及家庭

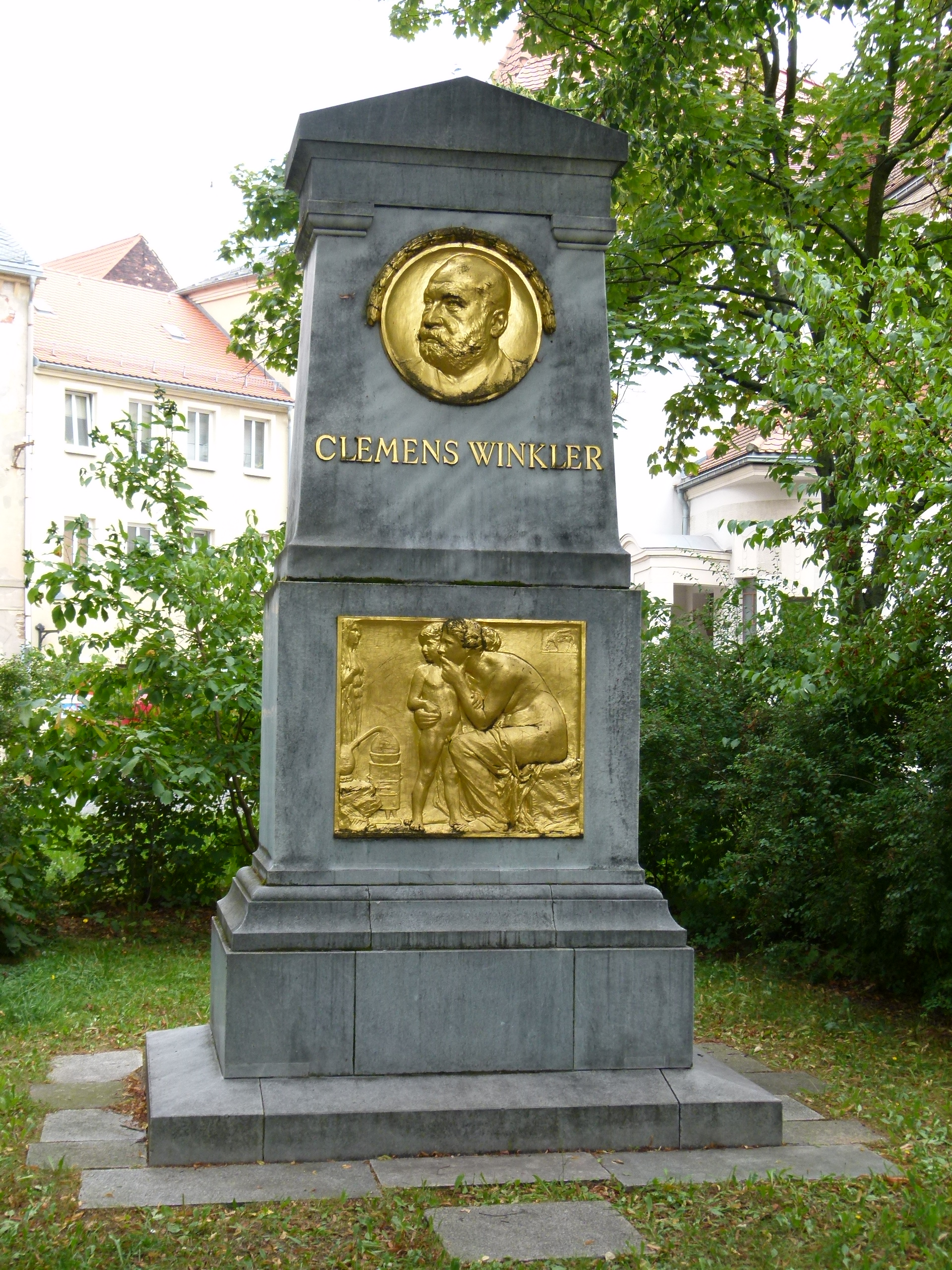
溫克勒紀念碑，位於弗萊貝格。

溫克勒在1838生於弗萊貝格，但在格林海尼興的肖彭塔爾成長。他有很多代祖先均與弗萊貝格的採礦和熔煉產業有關，父親卡爾特·溫克勒是一個知名的化學家和冶金師。溫克勒以父親的成就為榮，又從父親學會了辨別動植物和礦物；他想盡可能學會每個樣品的最多知識，卻不渴望擁有樣品。
12歲時，溫克勒進入文理中學，師從奥古斯特·布赖特豪普特修讀礦物學；此後，他在德累斯頓的一所實用專科中學以及凱姆尼茲的一所實科職業中學繼續學業，假期時來到父親的實驗室。溫克勒在1857年就讀弗賴貝格礦業學院（弗萊貝格工業大學的前身），但他當時懂得的分析化學知識已比學院教授的還多；他在學術研究上有出色進展，同時不會錯過一般學生都喜歡的課餘活動。
成為大學教授前，溫克勒有12年的光陰用來管理一所鈷玻璃工厂，也曾以商業規模生產鎳和鈷。

## 貢獻

### 教授生涯
1873年，溫克勒在弗萊貝格工業大學成為化學技術和分析化學教授。由於弗萊貝格工業大學的前身是礦業學院，溫克勒的興趣集中在化學的技術層面，而非純化學。受同樣身為化學家的父親影響，他把大學凌亂的實驗室變得整潔，又訓練學生小心谨慎地進行實驗，以至不需要穿工作围裙。

### 發現鍺

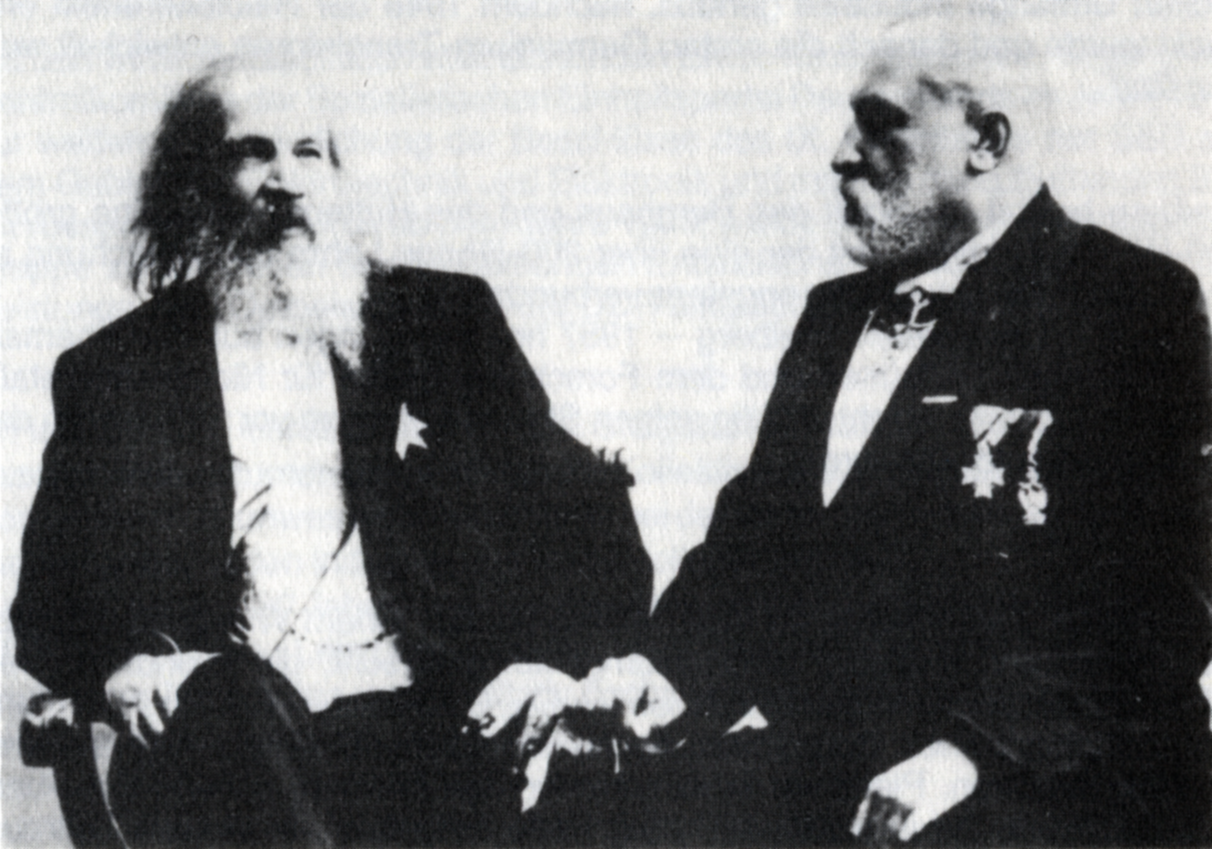
溫克勒與門捷列夫的合照

1869年，發表元素周期表的俄羅斯化學家德米特里·伊萬諾維奇·門捷列夫預測了一種屬於碳族、位於矽和錫之間的化學元素，把他命名為Eka矽。
1885年，化學家阿爾賓·韋斯巴赫發現了硫銀鍺礦，他請溫克勒為這種礦物質做詳細的定量分析，從而找出其構成。溫克勒認為它含有一種未知的化學元素，嘗試把這種新元素分離出去；1886年2月，他透過在氢气流中加热新元素的硫化物，成功分離這種新元素。他認為這個發現與海王星的發現有相似之處，打算以海王星來為它命名，但已有元素使用了該名稱。為了避免混淆，溫克勒改以祖國德國命名新元素，把它命名為鍺（germanium），但這個名字與「geranium」（天竺葵屬）相似，引起部分人的抱怨；門捷列夫因而寫信給溫克勒，鼓勵他維持原有的決定。
鍺在元素周期表的位置曾經引起了爭議。溫克勒起初認為鍺是位於銻之下、鉍之上的Eka銻，門捷列夫則認為鍺是Eka鎘；不久後，化學家海歐納莫斯·特奧多爾·里希特和尤利烏斯·洛塔爾·邁耶爾提出鍺就是門捷列夫預測的Eka矽，溫克勒承認自己的失誤，同意鍺是Eka矽的說法。縱然蒐集足夠的鍺化合物作實驗樣本並非易事，他最終成功證明鍺確實是Eka矽。門捷列夫預測的鎵、鈧和鍺先後被發現，被認為是建立了元素周期表的認受性；門捷列夫本人亦曾表示，鍺的發現是對元素周期律的重要確認。

### 與工業相關的貢獻
溫克勒就生產硫酸時的化學反應發表了一篇論文，他發明了一台帶有三通活栓的氣體滴定管，測定了令硫酸產量達到最高的氧和二氧化硫按照化學計量比的混合物，化學界轟動一時。這項研究對德國工業帶來莫大益處，包括它在內的技術進步令德國從手工業水平進化為工業大國。

### 其他
除了以上的貢獻外，溫克勒亦預測了一氧化矽的存在。

## 個人興趣
溫克勒具備創作詩歌的能力，許多作品都被評論為組織良好、用詞精心，被收錄在弗萊貝格工業大學的歌集。他經常撰寫關於化學的幽默詩句，配以輕鬆欢快的伴奏，用以娛樂客人。

## 逝世和紀念
溫克勒在1902年因健康狀況欠佳而退休，兩年後於1904年10月8日因惡性上皮細胞腫瘤在德累斯頓病逝。他葬於德累斯頓的三位一體墓地，而他的出生地弗萊貝格則為他設立了一面紀念碑。奧地利、德國和瑞士分析化學家的聯合學術研討會ANAKON設有克萊門斯·溫克勒獎章，獎勵對分析化學的發現和宣傳作出特別功績的人士。

## 參註